# Marcello Perazzetti
Marcello Perazzetti (Città Sant'Angelo, 13 ottobre 1950) è un allenatore di pallacanestro italiano.

## Carriera
Laureato in matematica, è stato insegnante.
Nella sua carriera d'allenatore si possono ricordare: le 2 promozioni in A1 della squadra femminile di Pescara 1980-81), la promozione in A2 della Facar Pescara (1985-86), la promozione sempre in Serie A2 della Coop Ferrara (1990-91) e quella, sempre in A2 della Partenope Napoli nel 1996-97.